# Megrázott baba szindróma
A megrázott baba szindróma angolul Shaken baby Syndrome röviden SBS a leggyakrabban előforduló csecsemőbántalmazási forma, amelyről gyakran még a szülők sem vesznek tudomást. Legtöbbször az újszülötteknél és a kétéven aluli gyermekek körében fordul elő.

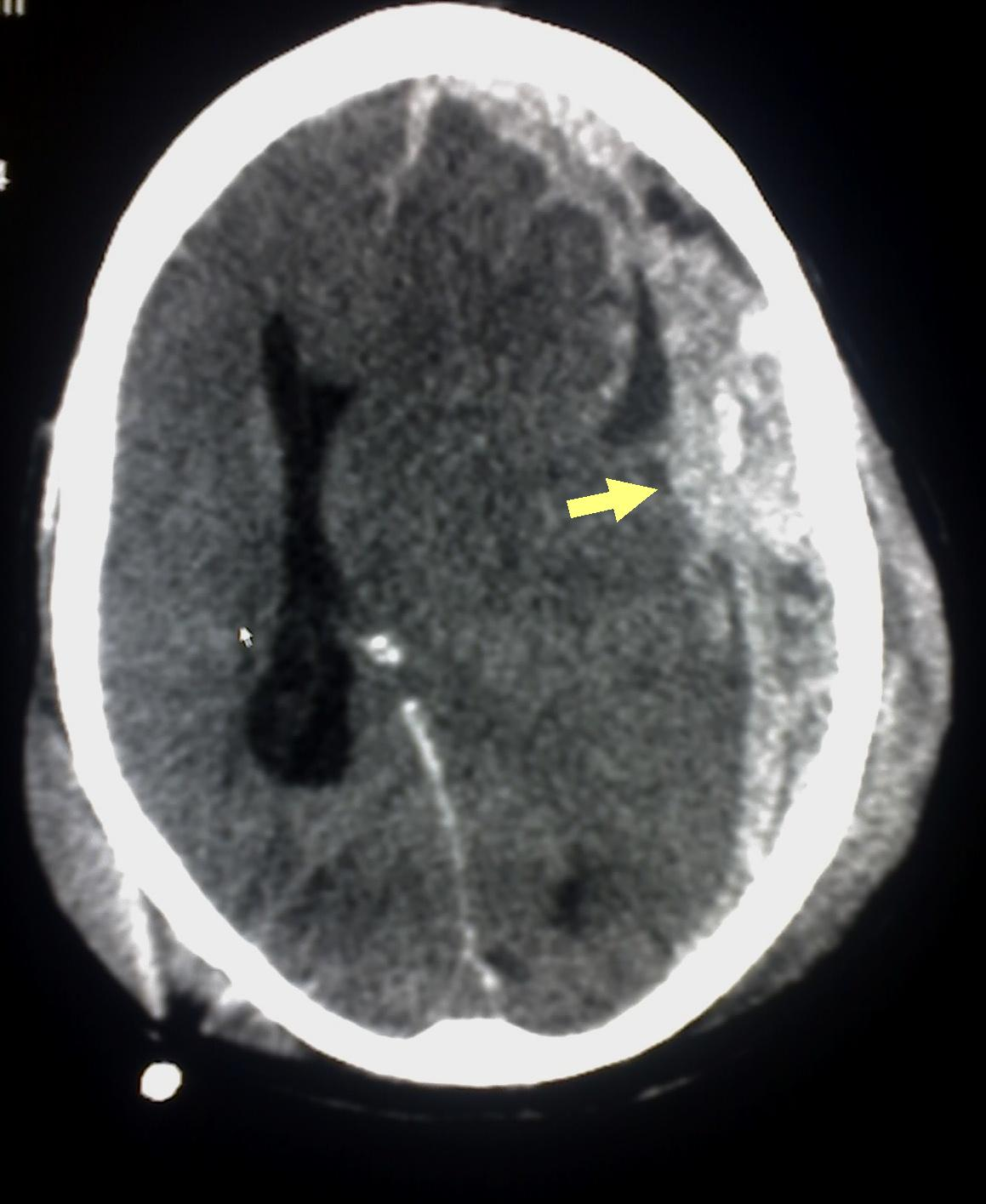
A kis nyilacska a bevérzés helyét mutatja

## Leírása
A kisgyermekeknél a fizikai bántalmazás egyik tünetcsoportja a „megrázott baba vagy gyermek”. A bántalmazásnak e speciális formája sok esetben a szülők tudatlanságából ered, mert rendszerint játszani szeretnének a gyermekkel. A rázogatás akkor is előfordul, amikor a síró, nyűgös gyermeket szeretnék úgymond „megnyugtatni” azzal, hogy erőteljesen megrázzák, vagy feldobják a levegőbe, lengetik. A kisgyermekek reakcióit erre a viselkedésre a szülők nem is veszik észre, kényszeres nevetésüket, amely később sírásba csaphat át, pedig félreértelmezik.
A kisgyermek eleinte nem tudja a fejét megtartani, mert a testéhez képest nagy és ezért amikor felemeli a szülő, ide-oda inog a nyakán, miközben a koponyában az agy csúszkál jobbra-balra. A gyermek rázogatása során, a kisgyermek sérülékeny koponyáján belül sérülések keletkezhetnek, az erek a kemény agyhártya alatt elszakadhatnak, amelyek azután belső vérzést okozhatnak. Ezeknek a vérömlenyeknek a következtében a gyermek szeme bevérezhet, akár meg is vakulhat, súlyosabb esetben pedig bénulás, szellemi visszamaradás is kialakulhat.
A bántalmazásnak általában rögtön vagy egyáltalán nem tapasztalható külsérelmi nyoma, ezért nem is lehet azonnal észrevenni, hogy valami „rossz” történt a gyermekkel.

## Tünetek
Az első klinikai tünetek különbözőek lehetnek, de ha a gyermek hány, nem mozog, letargiás vagy éppen túlságosan idegesen viselkedik, akkor mindenképpen oda kell rá figyelni, hogy mi is lehet e viselkedés kiváltó oka. Az mindenképpen egy fontos jel lehet, ha a gyermek kutacsa feszül, ugyanis vérömleny esetén az agyat teljesen kitöltheti a vér.

## Diagnosztizálása
A „megrázott baba szindróma” felderítése első körben a házi gyermekorvosra tartozik, aki miután megállapította, hogy a kisgyermeknél valamilyen központi idegrendszeri probléma lépett fel, előírhat egy MRI vizsgálatot, amely a szöveti rendellenességeket tudja kimutatni.
Akkor lehet egyértelműen kimondani, hogy a „megrázott baba szindrómáról” beszélünk, ha az MR vizsgálat eredménye agyödémát állapít meg, valamint kétoldali vérzéseket az agyhártya alatt, és a szemfenékvizsgálat bevérzett retina ereket mutat ki. Ez a három tünet szinte 100%-os biztonsággal bizonyítja a szindróma meglétét.

## Gyógyítása
A gyógyítás attól függ, hogy milyen korán veszik észre a betegséget és mennyire súlyos a kisgyermek állapota, ugyanis a tünetek sokszor hónapok, évek múltán jelentkeznek. A kórkép halálozása 20-25 százalék körüli, az esetek több mint harmadában pedig a gyermekek maradandó neurológiai károsodást szenvednek. A bölcsőhalálok egy részénél is előfordulhat ez az ok.

## Szülői felelősség
Rendkívül fontos tudni, hogy a kisgyermekkel való foglalkozásnál a türelem és a nagy figyelem akár életet is menthet. Kezdő kismamáknál amikor előfordul, hogy a gyermek nyűgös, hisztis, nehezen kezelhető, akkor inkább hívjanak segítséget, hogy kipihenve magukat újra nyugodtan tudjanak a csemetéjükkel foglalkozni.